# Chandoiro
Chandoiro (llamada oficialmente San Ramón de Chandoiro) es una parroquia y un lugar español del municipio de El Bollo, en la provincia de Orense, Galicia.

## Organización territorial
La parroquia está formada por una entidad de población:
- Chandoiro

## Demografía
Gráfica demográfica del lugar y parroquia de Chandoiro según el INE español:
| Gráfica de evolución demográfica de Chandoiro entre 2000 y 2022 |
|                                                                 |
| Datos según el nomenclátor publicado por el INE.                |